# Jägala-Joa
Jägala-Joa is een plaats in de Estlandse gemeente Jõelähtme, provincie Harjumaa. De plaats heeft de status van dorp (Estisch: küla).
De Jägalawaterval ligt op de grens tussen de dorpen Jägala-Joa en Koogi.

## Bevolking
Het dorp had 45 inwoners op 31 december 2011 en 17 inwoners op 31 december 2021.